# 稗黑粉菌
稗黑粉菌（学名：Ustilago trichophora）是属于黑粉菌目黑粉菌科黑粉菌属的一种真菌，寄生在稗属植物上。该种分布于中国、朝鲜、日本、印度、哈萨克斯坦、乌兹别克斯坦、土库曼斯坦、阿塞拜疆、巴基斯坦、俄罗斯、乌克兰、匈牙利、西班牙、南斯拉夫、罗马尼亚、埃及、摩洛哥、苏丹、刚果、美国、墨西哥、阿根廷等地。